# Miguel Peinado Peinado
Miguel Peinado Peinado, (Bérchules, Granada, 4 de octubre de 1911 – † Granada, 12 de febrero de 1993). Fue un religioso, español, obispo de Jaén.

## Biografía
Realizó sus estudios en el seminario de Granada. Ordenado sacerdote el 15 de junio de 1935. Fue consiliario de Acción Católica, párroco del Salvador en esta ciudad y canónigo lectoral de la Catedral. Fue durante varios cursos profesor de Teología Pastoral y Oratoria sagrada en el seminario mayor de Granada, desde donde influyó ampliamente en el estilo pastoral del grupo de sacerdotes diocesanos llamados «tiratapias».
El 30 de abril de 1971 fue nombrado Obispo de Jaén, tomando posesión el 20 de junio de ese año. Centró su trabajo en implantar en la diócesis el Concilio Vaticano II. El 4 de octubre de 1986, cuando cumple la edad de 75 años, presenta ante la Santa Sede la renuncia como obispo diocesano, por haber cumplido la edad que estipula el Código de Derecho Canónico. El 31 de mayo de 1988 fue aceptada la renuncia y tras la toma de posesión del nuevo obispo, 3 de julio del mismo año, se retiró a su ciudad natal, donde falleció el 12 de febrero de 1993. Fue enterrado en la Santa Iglesia Catedral de Jaén, en la capilla de San Miguel. Está enterrado en la Catedral de Jaén, en la Capilla de San Miguel.

## Obra
Es autor de las siguientes publicaciones sobre catequética, pastoral y patrología:
- La Iglesia, La Parroquia, La colaboración apostólica de los fieles (1960);
- Catequesis del misterio cristiano (1961);
- Programas de catecismo, precedidos de una introducción metodológica (1962);
- Frente al quehacer pastoral (1962);
- Esquemas catequéticos (1963);
- Pastoral de enfermos en la comunidad cristiana (1965);
- Solicitud pastoral (1967);
- Exposición de la fe cristiana (1975);
- La predicación del Evangelio en los Padres de la Iglesia: antología de textos patrísticos (1992).

## Sucesión
| Predecesor: Félix Romero Mengíbar | Obispo de Jaén 1971 - 1988 | Sucesor: Santiago García Aracil |

- Datos: Q6014930
- Multimedia: Miguel Peinado Peinado / Q6014930